# Бондарчук Степан Корнійович
Степа́н Корні́йович Бондарчу́к (*25 липня (6 серпня) 1886, Кодня Житомирського повіту Волинської губернії, нині Житомирської області — †30 листопада 1970, Одеса) — актор, режисер, театральний критик.

## Біографічні відомості
Закінчив 1916 року Музично-драматичну школу ім. М. В. Лисенка в Києві. Один із засновників і авторів статуту Молодого театру (1917) (грав у ньому в 1917–1919 рр. і в театрі «Музична драма» (1919) в Києві), Незалежного театру (1921–1922) в Житомирі. Член Всеукраїнського театрального комітету Наркомосу УСРР (Вутеком; 1919). Працював у «Березолі» (1922–1925), драматичному театрі на Поділлі (1925–1926), Одеській держдрамі (1929). Очолював шосту майстерню «Березоля» в Одесі (1924–1925), Київський робітничий театр (1930), Вінницький (1932), Шуйський (1935–1936) та Бухарський (1937–1941) театри. Найпомітніша роль — Парох («Молодість» Макса Гальбе). Серед інших ролей у Молодому театрі — Третій брат («Осінь» Олександра Олеся), отець Ґільґер («Йоля» Єжи Жулавського), Наречений («Горе брехунові» Франца Ґрильпарцера).

## Вистави
- Олександр Олесь. Весняна казка. (1921)
- Гергарт Гауптман. Затоплений дзвін. (1922)
- Андрій Головко. Бур'ян. (1930)

## Ролі
- Отець Ґільґер («Йоля» Єжи Жулавського)
- Парох («Молодість» Макса Гальбе)
- Наречений («Горе брехунові» Франца Ґрильпарцера)

## Автор

### П'єс
- Чудотворці. — Харків, 1926.
- Пролог. — 1926. (у співавторстві з Лесем Курбасом)

### Інсценізацій поем Шевченка
- Варнак. — Київ, 1924 (2-ге вид.: Харків, 1925).
- Відьма // Сільський театр. 1927. № 2.

### Агіт-п'єси
- Колектив комнезаможників, або Свято врожаю. — Харків, 1925.